# Batalha de Láutulas
A Batalha de Láutulas (em latim: Lautulae) foi travada em 315 a.C. entre a República Romana, liderada por Quinto Áulio Cerretano, o mestre da cavalaria do ditador Quinto Fábio Máximo Ruliano, e os samnitas no contexto da Segunda Guerra Samnita. O resultado foi uma vitória samnita.

## Contexto
Em 315 a.C., os romanos elegeram Lúcio Papírio Cursor e Quinto Publílio Filão como novos cônsules, os mesmos eleitos cinco anos antes para lidar com a crise deflagrada pela rendição na Batalha das Forcas Caudinas. Os dois seguiram com seus exércitos para lutar contra os samnitas, Papírio Cursor em Lucéria, na Apúlia, e Publílio Filão, para Satícula, na Campânia. Simultaneamente, uma terceira força romana, sob o comando do ditador Fábio Ruliano, continuou a manter a pressão em Sátrico e contra os rebeldes volscos no vale do rio Liris. Os movimentos eram uma progressão lógica da política romana de expansão para o sul da época, mas, porém, como se revelou mais tarde, esta foi uma perigosa dispersão das forças militares de Roma.
Na Apúlia, Papírio Cursor cercou Lucéria, que estava sob controle samnita, e no vale do Liris, Fábio Ruliano recuperou Sátrico. Mas, na Campânia, as forças algo deu errado para os romanos. Segundo as fontes, uma força samnita liderada por Caio Pôncio Herênio derrotou ou conseguiu escapar de Publílio Filão e começou a marchar em direção ao Lácio. Fábio Ruliano era o único comandante próximo o bastante para defender o território romano; ele escolheu bloquear o caminho pelo interior e enviou seu mestre da cavalaria, Quinto Áulio Cerretano, para bloquear a rota pela costa. Quando os samnitas chegaram a Frégelas, tiveram que decidir entre continuar marchando até Roma ao longo do vale do rio Trerus, o que os levaria a Fábio Ruliano, ou virar à esquerda, atravessando o território romano. Esta decisão levou-o diretamente ao encontro das forças de Áulio Cerretano em Láutulas.

## Batalha
Os inexperientes soldados alistados de Roma não foram páreo para os veteranos samnitas e foram completamente derrotados. Ao contrário de seus companheiros, Áulio Cerretano não fugiu e acabou morto em combate. A vitória consolidou a divisão do território, com as cidades na porção ao sul da posição samnita, parte do antigo território volsco, sendo persuadidas ou coagidas a renunciar a aliança com os romanos. As cidades ao norte, habitadas por cidadãos plenos, estavam à mercê do avanço samnitas;
Neste ínterim, em Roma, Ruliano e as autoridades romanas estavam tentando proteger as diversas rotas de aproximação da cidade. Eles conseguira, mas tiveram que enfraquecer as forças romanas no vale do rio Liris. Lá, os samnitas atacaram através do rio e capturaram Sora, cortando as linhas de comunicação entre Roma e a Apúlia. Este foi o auge do sucesso samnita durante a Segunda Guerra Samnita.

## Consequências
Por conta dos desastres na Batalha das Forcas Caudinas e na Batalha de Láutulas, o exército romano começou a repensar sua estratégia. Depois de terem aprendido dos etruscos a lutar com escudos redondos e a operar armas de cerco com os gregos, os romanos aprenderam com os samnitas a lutar em manípulos armados com lanças (pilum) e escudos (scutum), uma técnica que eles depois utilizaram com sucesso contra os próprios samnitas.

## Duas versões
Há duas versões desta batalha. Um historiador romano, Lívio, escreveu a narrativa principal, uma versão muito mais favorável aos romanos. Segundo ele, o resultado da batalha teria sido incerto, pois o combate foi interrompido pelo cair da noite. Porém, Lívio relatou uma segunda versão, na qual os romanos foram derrotados e o mestre da cavalaria foi morto. Porém, os episódios subsequentes da batalha claramente mostram que os samnitas infligiram uma dura derrota aos romanos: houve distúrbios civis e revoltas entre os aliados volscos, auruncos e campânios.